# Volksbank Raiffeisenbank Würzburg
Die Volksbank Raiffeisenbank Würzburg eG ist eine deutsche Genossenschaftsbank mit Sitz in Würzburg (Bayern).

## Geschichte
Die Volksbank-Raiffeisenbank Würzburg e.G. wurde am 13. Februar 1913 gegründet. Die Raiffeisenbank Margetshöchheim hatte sich 1993 angeschlossen. Letztmals fusionierte die Volksbank Raiffeisenbank Würzburg im Jahre 2014 mit der Raiffeisenbank Thüngersheim eG.

## Rechtsgrundlagen
Rechtsgrundlagen der Bank sind ihre Satzung  und das Genossenschaftsgesetz. Die Organe der Genossenschaftsbank sind der Vorstand, der Aufsichtsrat und die Vertreterversammlung. Die Bank ist der amtlich anerkannten BVR Institutssicherung GmbH und der zusätzlichen freiwilligen Sicherungseinrichtung des Bundesverbandes der Deutschen Volksbanken und Raiffeisenbanken e.V. angeschlossen.

## Filialen
Die Volksbank Raiffeisenbank Würzburg eG unterhält 29 Filialen. Das Geschäftsgebiet erstreckt sich in Mainfranken von Zellingen im Norden bis Röttingen im Süden der Region.